# Radio String Quartet
A Radio String Quartet (stilizált alakjai: radio.string.quartet, radio.string.quartet.vienna) osztrák zenekar.

## Története
2004-ben alakultak. Első kiadványuk egy 2007-es CD volt, amelyen a Mahavishnu Orchestra dalait dolgozták fel. John McLaughlin kifejezte tiszteletét a zenekar iránt. A Radio String Quartet szerzeményeiben a rock, pop, jazz, klasszikus zene, kortárs zene, elektronikus zene és népzenei elemeket vegyíti. Nevük ellenére nem kapcsolódnak egyik rádióállomáshoz sem. 2013-as albumukon Joe Zawinul, a Weather Report alapítójának dalait dolgozták fel.

## Tagok
- Bernie Mallinger - ének, hegedű
- Igmar Jenner - hegedű
- Cynthia Lao - ének, viola
- Sophie Abraham - ének, cselló

## Diszkográfia
- Celebrating the Mahavishnu Orchestra (2007)
- Radiotree (2008)
- Celebrating the Mahavishnu Orchestra (DVD, 2009)
- Calling You (2010)
- Radiodream (2011)
- Posting Joe - Celebrating Weather Report (2013)
- in.between.silence (2017)
- Erd' (2020)